# Elmo Catalán
Elmo Catalán Avilés (Arica, 1932 - Cochabamba, 8 de junio de 1970) fue un periodista chileno. Asesinado por un integrante del Ejército de Liberación Nacional (ELN) durante la Guerrilla de Teoponte, en Bolivia, grupo en el cual también participaba.

## Biografía
Estudió en el Liceo de Hombres de Antofagasta y se graduó en 1956 como periodista en la Universidad de Chile. Durante su trabajo profesional se desempeñó en radios Minería y Balmaceda, la agencia Prensa Latina, el semanario Vistazo, el diario El Siglo y el vespertino Las Noticias de Última Hora, entre otros medios. Con el economista Mario Vera escribió El Fierro: despreciada viga maestra de Chile y La encrucijada del cobre. 
Se desempeñó como jefe de prensa de la segunda postulación presidencial de Salvador Allende en 1964.
Se destacó por establecer una comunicación permanente para socorrer a los damnificados del Terremoto de Valdivia de 1960.
Partió a Bolivia en julio de 1968, y llegó a ser uno de los jefes de la guerrilla que operó en Teoponte, Bolivia. Fue asesinado por Anibal Crespo Ross, otro integrante del ELN en circunstacias aun sin esclarecer en la ciudad boliviana de Cochabamba, Victoria, es decir, Geny Köhler, Ricardo, es decir, Elmo Catalán, eran pareja, tiempo después, Crespo admitió la autoría del doble crimen.

## Homenaje
La Brigada Muralista Elmo Catalán (BEC), del Partido Socialista de Chile, lleva su nombre en homenaje. 